# Plácido
Plácido és una pel·lícula espanyola dirigida en 1961 per Luis García Berlanga. De gran repercussió internacional en el seu moment i una de les millors comèdies del seu director, la pel·lícula va estar nominada a l'Oscar a la millor pel·lícula de parla no anglesa, finalment derrotada per Såsom i en spegel, d'Ingmar Bergman.L'Institut Valencià de l'Audiovisual i de la Cinematografia Ricardo Muñoz Suay (IVAC) va obtenir una còpia de la pel·lícula en 2009, de la qual no existien negatius, invertint-hi 20.000 euros. També va participar en el 15è Festival Internacional de Cinema de Canes, tot i que no va obtenir cap guardó.

## Argument
Nit de Nadal en una petita ciutat de províncies espanyola. Ollas Cocinex patrocina una subhasta a la qual acudeixen artistes de Madrid per convidar a sopar a un pobre a casa de cada família de rics. Mentrestant en Plácido, contractat perquè recorri la ciutat amb una gros estel nadalenc en el seu acabat d'estrenar motocarro, ha d'abonar la primera lletra del modest vehicle abans de la posta de sol.

## Producció
La pel·lícula sorgeix a partir d'una campanya ideada pel règim franquista que, sota el lema «assegui un pobre a taula», pretenia fer créixer al poble un sentiment de caritat cristiana cap als desheretats, però que, en realitat, i com Berlanga aconsegueix mostrar, amaga una manera de netejar les consciències burgeses, una mica allò avui fan els «telemaratons solidaris de Nadal», programes que Berlanga confessava deplorar.La primera idea tractava d'un banquet nadalenc en el qual els rics convidaven als pobres, els primers es menjaven el pit del pollastre, i els segons les aletes.
Mentre Berlanga donava voltes al guió, Rafael Azcona es va incorporar al projecte (un dels coguionistes de la pel·lícula al costat de José Luis Colina, Josep Lluís Font i Berlanga), que va haver de viatjar a Roma durant la gestació del llibret per conèixer l'obra de Zavattini, perquè aquells anys treballa al costat de diversos directors italians.
El títol del guió era al principi, «Assegui un pobre a taula», però el realitzador es va veure obligat, per problemes amb els censors, a fer un canvi d'última hora, anomenant-la finalment com el principal personatge masculí.
El rodatge es va dur a terme en decorats de Manresa i, encara que Berlanga buscava poder fer-ho en interiors naturals, cap ric l'hi va permetre tret d'un director català amic de Berlanga, que li va deixar el menjador de casa seva a Barcelona.

## Repartiment
- Cassen - Plácido Alonso
- José Luis López Vázquez - Gabino Quintanilla
- Elvira Quintillá - Emilia
- Manuel Alexandre - Julián Alonso
- Mario Bustos
- María Francés
- Mari Carmen Yepes - Martita
- Jesús Puche - Don Arturo
- Roberto Llamas
- Amelia de la Torre- Doña Encarna de Galán
- Juan G. Medina
- José María Caffarel- Zapater
- Xan das Bolas - Rivas
- Laura Granados - Erika
- Juan Manuel Simón

## Recepció
Va ser rebuda amb sorpresa pel gran públic i aplaudida amb èmfasi per la crítica. Alguns dels comentaris rebuts han estat de Víctor Erice, que en digué: «L'objectiu final de la pel·lícula és mostrar la incomunicabilitat de les persones. Per mi, Berlanga és fonamentalment un romàntic.» I del mateix López Vázquez, que va dir: «Les pel·lícules de Berlanga són esperpents no de l'Espanya de l'època, sinó de l'Espanya eterna.» El crític d' El País Miguel Ángel Palomo: «La gran obra mestra de Berlanga esclata no només com a impecable comèdia costumista, sinó també com un devastador retrat social.» En el moment de la seva estrena va tenir problemes amb la nadala final de la pel·lícula, on diu: «Mare a la porta hi ha un nen i cridant està de fred, apa digues-li que entri i així s'escalfarà, perquè en aquesta terra ja no hi ha caritat, ni mai n'hi ha hagut ni mai n'hi haurà.»

## Premis
Medalles del Cercle d'Escriptors Cinematogràfics
| Categoria              | Candidat                | Resultat   |
| ---------------------- | ----------------------- | ---------- |
| Millor pel·lícula      | Plácido                 | Guanyadora |
| Millor director        | Luis García Berlanga    | Guanyador  |
| Millor actor secundari | José Luis López Vázquez | Guanyador  |

Premis Sant Jordi
| Categoria                   | Candidat                | Resultat   |
| --------------------------- | ----------------------- | ---------- |
| Millor pel·lícula espanyola | Plàcid                  | Guanyadora |
| Millor director             | Luis García Berlanga    | Guanyador  |
| Millor actor                | José Luis López Vázquez | Guanyador  |

Va obtenir també dos premis del Sindicat Nacional de l'Espectacle, un d'ells a l'actor de repartiment per a Manuel Alexandre, i va ser nominada per al Oscar a la millor pel·lícula de parla no anglesa en 1962.